# Gnophomyia kertesziana
Gnophomyia kertesziana är en tvåvingeart som beskrevs av Alexander 1930. Gnophomyia kertesziana ingår i släktet Gnophomyia och familjen småharkrankar.
Artens utbredningsområde är Peru. Inga underarter finns listade i Catalogue of Life.